# عبد الرحيم مراشدة
عبد الرحيم عزام مراشدة ويشتهر عبد الرحيم مراشدة (مواليد 5 ديسمبر 1955 في سوم، محافظة إربد، الأردن) هو كاتب وأكاديمي وشاعر وناقد أردني. وهو عضو رابطة الكتّاب الأردنيين، وعميد البحث العلمي والدراسات العليا في جامعة عجلون الوطنية بالأردن.

## دراسته
أنهى دراسة الثانوية العامة عام 1974، وحصل على شهادة البكالوريوس في اللغة العربية وآدابها من جامعة اليرموك عام 1982، وشهادة الماجستير في الأدب والنقد عام 1994، وشهادة الدكتوراه في الأدب والنقد الحديث من جامعة اليرموك عام 2000.

## حياته المهنية
عمل مديرًا لبيت عرار الثقافي بين عامي 1994 و1996، ثم عمل في التدريس بجامعة جرش الأهليّة وأدار تحرير مجلة «جرش» الثقافية الصادرة عنها حتى عام 2009. تولى بعد ذلك رئاسة قسم اللغة العربية في جامعة جدارا وإدارة تحرير مجلة «جدارا» الثقافية منذ عام 2009، وفي جامعة عجلون الوطينة، عمل أستاذًا للنقد الحديث وشغل منصب عميد البحث العلمي والدراسات العليا.
مراشدة هو عضو رابطة الكتّاب الأردنيين، وقد انتُخب عضوًا ونائبًا للرئيس في اللجنة الإدارية لفرعها في إربد عام 2002.

## مؤلفاته
- «لسع السنابل» (شعر)، جامعة اليرموك، عمّان، 1986[8][9]
- «أدونيس والتراث النقدي» (نقد)، دار الكندي، إربد، 1995[10]
- «الرحلة الثانية» (رواية)، 1999[11][12]
- «شفيق ارشيدات: حياته وفكره» (جمع وتحرير)
- «منازل النص» (جمع وتحرير ونقد)، مطبعة الروزنا، إربد، 2000
- «الفضاء الروائي: الرواية في الأردن نموذجًا» (نقد)، وزارة الثقافة، عمّان، 2002[13]
- «كتاب الأشياء والصمت» (شعر)، دار الكندي، إربد، 2004[14]
- «منازل النص: خالد الكركي أدبيا وناقدا» (نقد)، عمّان، 2007
- «قصيدة النثر في نهر الشعر العربي»، وزارة الثقافة، عمّان، 2010[15]
- «الخطاب السردي والشعر العربي»، عالم الكتب الحديث، عمّان، 2012[16]
- «الرواية والمستقبل والنص الموازي: قراءة في روايتين لقصي عسكر»، بيروت، 2014[17]
- «كتاب الأشياء: التفاصيل والأحوال» (نصوص)، دار البيروني للنشر والتوزيع، عمّان، 2016[18]
- «كتاب الوجد والورد» (نصوص شعرية)، دار البيروني للنشر والتوزيع، عمّان، 2016[19]